# Julija Nova
Julija Nova (Mosca, 26 settembre 1982) è una modella russa.
Tra i suoi ammiratori è nota per l'enorme seno naturale, contrapposto ad una figura snella. Julija sostiene che le dimensioni del suo seno siano ereditarie.

## Carriera
Julija, studentessa di giurisprudenza a Mosca, partecipò ad un concorso di bellezza promosso dal fotografo giapponese Satoshi Kizu nell'estate del 2000 e venne scelta tra un centinaio di altre partecipanti. Ha girato i suoi primi tre video alla fine del 2000 a 18 anni.
Julija Nova è apparsa più volte sulla rivista giapponese Bachelor, una pubblicazione erotica specializzata in donne caucasiche con dei grandi seni.
Julija è sconosciuta al grande pubblico nel suo paese natale. È apparsa in sette video VHS, venti DVD, tre libri di fotografia e numerose riviste per il mercato giapponese; tuttavia, le foto e i video sono disponibili online in decine, forse centinaia di siti Internet, rendendola famosa in tutto il mondo. Nel 2003 il proprietario del copyright di queste immagini ha costretto Google a bloccare l'accesso ai siti contenenti copie non autorizzate di tale materiale.
Il sito web Tokyo Topless sostiene di essere il primo sito per adulti ad aver mostrato un servizio fotografico fatto da Satoshi Kizu su Julija Nova.